# Henri Beecke
Pour les articles homonymes, voir Beecke.
Henri Beecke (ou Heinrich Beecke), né à Strasbourg en  1877 et mort en 1954, est un artiste-peintre alsacien, graphiste et portraitiste renommé en particulier du fait de sa palette et de l'usage de l'éclairage.

## Éléments de biographie
Beecke nait à Strasbourg le 4 avril 1877. Il grandit et étudie à Thionville, en Moselle. Il étudie à l'Académie des beaux-arts de Karlsruhe, à l'Académie d'État des beaux-arts de Stuttgart (de), à celle de Munich et à celle de Berlin. Il complète sa formation à Paris et à Metz. 
Il présente son travail en 1905 à Paris et Berlin, et en 1906 à Strasbourg. Il expose par la suite à Cologne, Metz, Rome, Wiesbaden, Stuttgart et surtout Pittsburgh.
Une rétrospective de son œuvre a lieu à la maison d'art alsacienne en 1952, à l'occasion de son 75e anniversaire.
Il meurt à Strasbourg le 9 janvier 1954.

## Œuvres (sélection)
Henri Beecke peint des paysages, des natures mortes et surtout des portraits essentiellement féminins. Il réalise des affiches avec Paul Braunagel.
Son travail est effectué par « petites touches qui donnent à [son] œuvre [une] attachante note impressionniste ».
Il connait une évolution dans son travail : après une période fauve marquée par la fougue et la recherche optique dans la couleur et la forme, qui s'achève vers 1910, le travail de Beecke est apprécié de façon différenciée ; alors que certains estiment que l'artiste recherche la ressemblance dans les portraits qu'il réalise, d'autres apprécient l'austérité qui se dégage de ses travaux.
La plupart de ses œuvres sont détenues par le Musée d'art moderne et contemporain de Strasbourg. 
- Portrait du Docteur Schwander, maire de Strasbourg,
- Portrait d'Ernst Stadler,
- Portrait du Docteur Hirsch, magistrat,
- Portrait de Hans Arp,
- Tableau représentant un quai de Strasbourg[2].

Le Cabinet des estampes et des dessins de Strasbourg en possède également  quelques-unes, notamment un autoportrait de l'artiste.
Les musées de Metz, Essen et Worms conservent également des tableaux de Beecke.
Le Musée historique de Haguenau accueillit la première rétrospective de son œuvre en 2009.